# Tudo Pode Mudar
Tudo Pode Mudar é um single da banda de new wave brasileira Metrô, presente no álbum debutante do grupo Olhar. Composição de Joe Eutanasia (José Athanasio) e Ronaldo Santos, a versão original Lançada oficialmente em 1985,  é um dos maiores sucessos da banda e se tornou uma referencia e um marco da década de 1980.

## História
Presente no álbum de estreia Olhar, a canção foi produzida por Luis Carlos Maluly nos estúdios TRansamérica, em São Paulo, e marcou a entrada do new wave na música brasileira, ritmo que era constantemente sucesso nos Estados Unidos, através de bandas como The Cure e o Blondie mas que ainda não havia sido introduzido na cultura brasileira.[carece de fontes?] Tornou-se o maior sucesso da curta carreira do Metrô, graças a execução
massiva nas rádios FMs brasileiras. O sucesso da canção foi tamanho que ela só perdeu na parada musical brasileira para o hit "We Are The World".

## Trilhas-sonoras
- Na versão do Metrô, a  composição de Joe e Ronaldo Santos fez parte da trilha sonora da novela Uma Esperança no Ar, apresentada pelo SBT no horário das 19h45 de 5 de agosto de 1985 a 15 de fevereiro de 1986.[8]
- A versão da cantora pop Jullie, fez parte da trilha sonora do seriado teen Malhação ID.[9]
- A versão original na voz de Virginie Boutaud do Metrô integrou a trilha sonora do longa metragem "Bingo: O Rei das Manhãs (2017)

## Outras versões
A cantora e apresentadora Eliana regravou a música para seu último disco, Diga Sim, lançado em 2004, nos formatos CD e VHS. 
A canção tem centenas de regravações em plataformas como Youtube ou Soundcloud, e é tambem um hit atemporal e indispensável no repertório de todas as festas e bandas de covers especializadas nos anos Oitenta.

### Versão de Jullie
Em fevereiro de 2010 a canção foi regravada e lançada pela cantora pop Jullie, presente na trilha sonora do seriado Malhação ID. A canção atingiu a posição 66 no Hot 100 Brasil.